# Ligue américaine de football professionnel
La Ligue Américaine de Football Professionnel (American League of Professional Football en anglais) était la première ligue de football professionnelle aux États-Unis qui exista une seule saison en 1894. Elle est également une des premières ligues professionnelle de football dans le monde. Elle fut créée par les propriétaires de la ligue nationale de baseball pour, d'une part, remplir leur stade vide pendant les mois d'hiver et d'autre part pour des raisons de publicité.

## Programme
La ligue de 1894 incluait 6 équipe sponsorisées par la ligue nationale de baseball. Les équipes jouaient un total de 23 matches.
Bien que les propriétaires de clubs encouragèrent les affluences dans les stades par la vente à prix réduits de billets, environ 25 cents, la moyenne de spectateurs était d'environ 500 personnes. En comparaison, le baseball attirait en moyenne 6 000 personnes. La franchise qui remportait le plus de succès était les Baltimore Orioles FC.

## Classement
| Place | Équipe                | Joué | G | P | N | BP | BC | Points |
| ----- | --------------------- | ---- | - | - | - | -- | -- | ------ |
| 1     | Brooklyn Bridegrooms  | 6    | 5 | 1 | 0 | 20 | 6  | 10     |
| 2     | Baltimore Orioles     | 4    | 4 | 0 | 0 | 24 | 3  | 8      |
| 3     | Boston Beaneaters     | 5    | 4 | 1 | 0 | 15 | 12 | 8      |
| 4     | New York Giants       | 6    | 2 | 4 | 0 | 16 | 13 | 4      |
| 5     | Philadelphia Phillies | 9    | 2 | 7 | 0 | 15 | 37 | 4      |
| 6     | Washington Senators   | 6    | 1 | 5 | 0 | 7  | 26 | 2      |